# 758 Mancunia
758 Mancunia
758 Mancunia là một tiểu hành tinh ở vành đai chính. Nó được H. E. Wood phát hiện ngày 18.5.1912 ở Johannesburg (Nam Phi) và được đặt tên là Mancunia, tên tiếng Latin của thành phố Manchester (Anh), nơi sinh của H. E. Wood.